# أنجيل كولبي
أنجيل كولبي (بالإنجليزية: Angel Coulby) هي ممثلة بريطانية، ولدت في 30 أغسطس 1980 بلندن في المملكة المتحدة.

## أعمال

### أفلام
- (2005) السترة

### مسلسلات
- ميرلين

## وصلات خارجية
- أنجيل كولبي على موقع IMDb (الإنجليزية)
- أنجيل كولبي على موقع ألو سيني (الفرنسية)
- أنجيل كولبي على موقع ميوزك برينز (الإنجليزية)
- أنجيل كولبي على موقع أول موفي (الإنجليزية)
- أنجيل كولبي على موقع قاعدة بيانات الفيلم (الإنجليزية)
- أنجيل كولبي على موقع كينوبويسك (الروسية)